# Kissikátor
Kissikátor is een plaats (község) en gemeente in het Hongaarse comitaat Borsod-Abaúj-Zemplén. Kissikátor telt 356 inwoners (2001).